# Reichsthal
Reichsthal település Németországban, Rajna-vidék-Pfalz tartományban. Lakosainak száma 103 fő (2023. december 31.).

## Népesség
A település népességének változása:
| Lakosok száma | 106  | 101  | 104  | 99   | 104  | 110  | 103  |
|               | 1975 | 2010 | 2017 | 2019 | 2021 | 2022 | 2023 |